# Wachtlhof
Wachtlhof ist ein Weiler und Ortsteil der Gemeinde Seubersdorf im Landkreis Neumarkt in der Oberpfalz. Der Ort hatte im Dezember 2024 24 Einwohner.

## Lage
Wachtlhof liegt ca. vier Kilometer südwestlich von Seubersdorf und etwa 800 Meter nordwestlich von Wissing.

## Geschichte
Erstmals erwähnt wurde Wachtlhof als Edelmannsitz um 1180 als Besitz des Grafen von Falkenstein in dessen Codex Falkensteinensis. Danach besaß Graf Siboto von Falkenstein neben anderen Gütern auch den Wachtlhof. Die dort ansässigen Adeligen benannten sich nach dem reichen Landgut. So siegelte ein Cuno von Wachtelnhoven im Jahr 1249 als Zeuge einer Schenkung an das Kloster Seligenporten. Im bayerischen Urbar von 1326 wurde der Ort Niederschnufenhofen genannt. Offenbar hatte zu dieser Zeit Schnufenhofen die Herrschaft über den Wachtlhof. Ab Mitte des 14. Jahrhunderts lässt sich eine Verbindung zum Geschlecht Schweppermann belegen. Am 20. November 1409 verzichtete ein Kaspar Scheppermann zugunsten einer Seelenstiftung auf sein Eigentum an Wachtlhof. 1434 veräußerte Ritter Hermann von Freudenbeck den Adelssitz an den Neumarkter Ulrich Wirth. Zu dieser Zeit bestand der Wachtlhof aus zwei Einzelgehöften.
Nachdem das Landsassengut ein Lehen der Herren von Heideck und der andere Hof, ein freiledigs Eigen, mit der Hofmark Ittelhofen und damit wieder in einer Hand vereinigt worden waren, wollte Graf Ferdinand Lorenz von Tilly die auf die Landsassen zu Ittelhofen übergegangene niedere Gerichtsbarkeit über Wachtlhof nicht länger anerkennen. Der Holnsteiner Amtsherr drückte dies 1695 durch die Forderung aus, der Bauer von Wachthofen müsste sich (von ihm) zum Wolfsjagen gebrauchen lassen. Am 23. Dezember 1776 kauften der Ökonom Georg Mayer und seine Ehefrau den Wachtlhof für 6000 Gulden. Damit übernahmen einfache, nicht adelige Bauersleute den vormaligen Edelmannshof. Der Hof wurde 1803 geteilt. Im Jahr 1981 wurde in Wachtlhof ein drittes Wohnhaus erbaut.
Am 1. Januar 1972 wurde Wachtlhof, als Teil der bis dahin selbständigen Gemeinde Wissing, nach Seubersdorf eingemeindet.

## Kapelle St. Jakobus und Elisabeth
Um das Jahr 1827 wurde die Kapelle St. Jakobus und Elisabeth errichtet und 1831 erweitert. Durch angebliche Heilungen und Gebetserhörungen wurde die Kapelle bald darauf zu einem beliebten Wallfahrtsort und bis zu 3000 Besucher kamen zu der Wunderkapelle. Eine vorher nicht genehmigte Tafernwirtschaft erhielt bis zum Jahr 1848 durch diesen Besucherandrang eine Schankerlaubnis.